# Ernest Hello

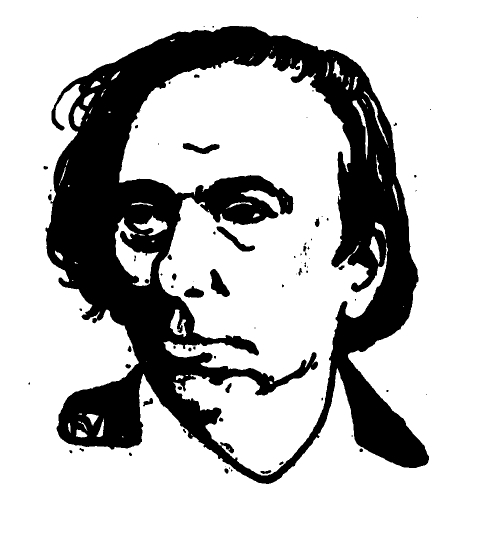
Ernest Hello

Ernst Hello, auch Ernest Hello, (* 4. November 1828 in Lorient, Frankreich; † 14. Juli 1885 ebenda) war ein französischer Schriftsteller und Philosoph und bedeutender Pionier des Renouveau catholique.

## Leben
Ern(e)st Hello war der Sohn eines Rechtsanwalts mit wichtigen Funktionen in Rennes und Paris. Dort schloss er mit Auszeichnung den Besuch am berühmten Collège Louis le Grand ab, studierte Jura und wurde ebenfalls Rechtsanwalt, vertrat aber Mandanten ohne Honorar, wenn er von ihrer Sache überzeugt war. Um nicht Unrecht vertreten zu müssen, wandte er sich unter dem Einfluss z. B. von Joseph de Maistre, Jean Baptiste Henri Lacordaire und Jules Amédée Barbey d’Aurevilly autodidaktisch der Theologie, Philosophie und Schriftstellerei zu. Sein geistiges Ringen schrieb er zuerst in seinem Tagebuch Du Neant à Dieu (1921, ‚Vom Nichts zu Gott‘) nieder. 1857 heiratete er seine zehn Jahre ältere Freundin, die Schriftstellerin Zoë Berthier (Pseudonym: Jean Lander), welche auch seine wichtigste Mitarbeiterin wurde. 1859 gründete er die Zeitung Le Croisé („Der Kreuzzug“), die zu seiner größten Enttäuschung nach zwei Jahren an Streitigkeiten mit seinem Mit-Herausgeber scheiterte. Danach veröffentlichte er viel in anderen Publikationen, in ganz Frankreich, Belgien und New Orleans. Lebenslang von Missachtung und Krankheit geplagt und von seiner Ehefrau hingebungsvoll gepflegt, zog er sich auf den Gutshof Keroman bei Lorient, in seinem Heimatort in der Bretagne zurück, den er von seinem Vater geerbt hatte und wo in einem Turm sein Arbeitszimmer eingerichtet war.

## Schaffen

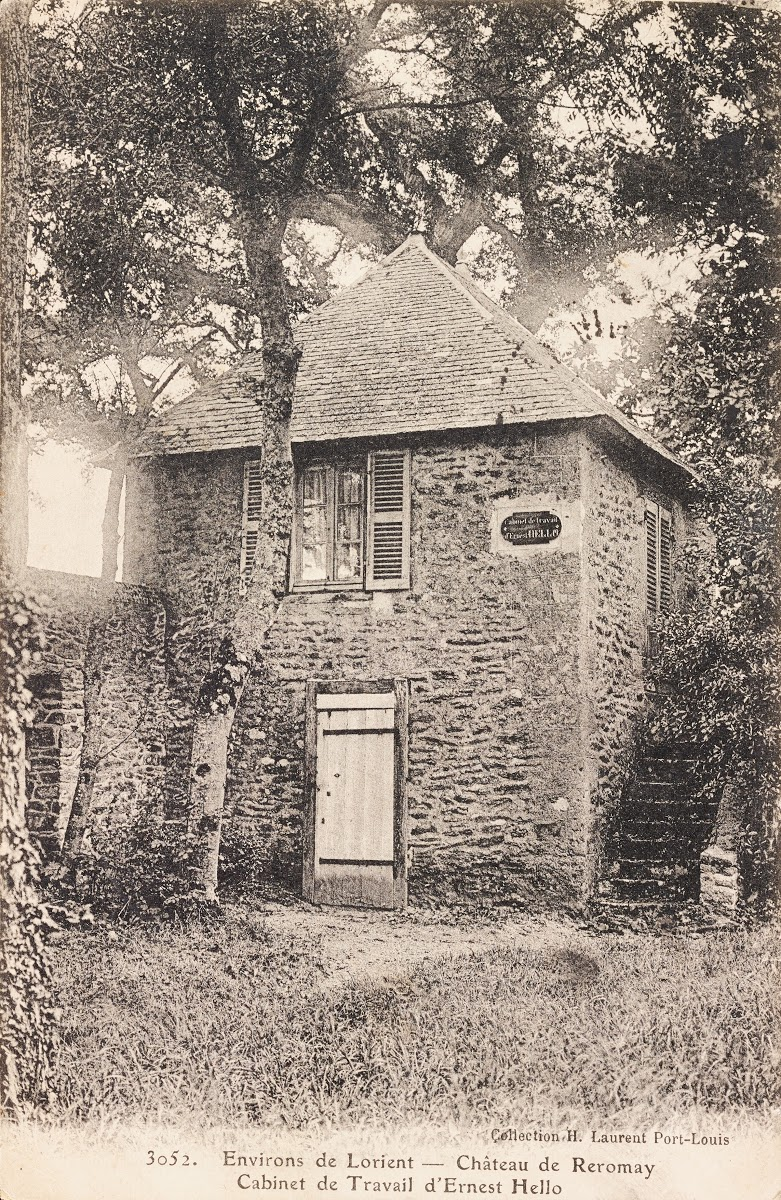
Turm von Ernest Hello in Lorient, Bretagne

Hello war der eigentliche Vordenker des Renouveau catholique, gleichsam die Brücke zwischen Joseph de Maistre und Léon Bloy. Der in Deutschland fast vergessene Franzose schuf ein herausragendes literarisches Lebenswerk, das kaum Spuren seiner Leiden trägt und bis heute prophetische Größe und mitreißende Begeisterung ausstrahlt. Sein Schaffen ist geprägt vom römisch-katholischen Glauben und einer fast mystischen Frömmigkeit, wendet sich aber zuversichtlich und gewinnend, aber wo nötig, auch mit klarsichtiger Schärfe, anderen Konfessionen sowie der modernen Welt mit ihrem Atheismus und ihrer Sinnsuche zu und geht darin über die zeitgenössische kirchliche Lehre hinaus. Als "scharfsinniger Exeget und wirklich bedeutender Analytiker" (Joris-Karl Huysmans) schrieb er Bücher von "luzider Prägnanz" und fand "gleichermassen verblüffende wie erleuchtende Formulierungen" (Gerd-Klaus Kaltenbrunner).
Sein erstes Buch M. Renan, l’Allemagne et l’Athéisme au XIX Siècle (1859) war eine apologetische Zurückweisung von Ernest Renans Études d’histoire religieuse. 1871 erschien L’ homme über Leben, Kunst und Wissenschaft, das als sein philosophisches Hauptwerk gilt. Dieses Werk, dessen deutsche Übersetzung seit langem vergriffen ist, bietet eine umfassende Synthese theologischer, philosophischer, kulturgeschichtlicher, psychologischer und soziologischer Kenntnisse und Erkenntnisse mit dem Ziel einer apologetischen Verteidigung des Christentums und insbesondere der katholischen Kirche, die theologisch auf den Kirchenvätern aufbaut. Dort setzt er sich mit Antike und Mittelalter, den Denkern und Dichtern der französischen Aufklärung, aber auch mit Luther, Goethe und den deutschen Philosophen Schelling, Fichte und Hegel auseinander. 1880 folgte Les Plateaux de la balance. Das posthum erschienene Werk Le siècle („Das Jahrhundert“) wird von manchen für sein Meisterwerk gehalten. Seine literarischen Studien über William Shakespeare, Victor Hugo und andere werden im englisch- und französischsprachigen Raum geschätzt. Er übersetzte auch die Werke der Mystiker Angela von Foligno und Jan van Ruysbroek.

## Würdigung
Gerd-Klaus Kaltenbrunner bezeichnet ihn als einen:

„in vieler Hinsicht überaus aktuellen, geradezu prophetischen Autor. Er vereint die Strenge Pascals mit dem, die Schönheit der ursprünglichen Schöpfung rühmenden, Jubel“

Jean Baptist Vianney, der Pfarrer von Ars sagt:

„Hello hat von Gott die Gnade des Genies erhalten“

Joris-Karl Huysmans sagt:

„Der wahre Psychologe des Jahrhunderts…ist nicht Stendhal, sondern dieser erstaunliche Hello…“

Hermann Bahr urteilte:

„hier hat einer in außergewöhnlichem Mass die Gnade des Wortes, hier blüht verschwenderisch die seltene Blume des großen Stiles.“

Karl Pfleger bezeichnet Hello als

„Meister in der Kunst der knappen, inhaltsreichen Definitionen“

Der anonyme Verfasser „W.R.“ eines Nachworts spricht von Hello als einem verehrten „stillen Feuergeist, der aus entflammter Christlichkeit“ gelebt habe, aus ihm „wehe der große Atem der christlichen Hymniker“.

## Rezeption
Hello selbst schrieb: „Von meinen Freunden bin ich verraten, verlassen, zum besten gehalten worden. Ich habe die schmachvollen und niedrigen Gemeinheiten der katholischen Presse über mich ergehn lassen“. Jedoch faszinierte und prägte er nicht nur seinen Freund, den Konvertiten Léon Bloy maßgeblich, sondern übte auch einen wichtigen Einfluss auf Autoren wie Georges Bernanos und Paul Claudel aus. Eine Studie über ihn veröffentlichte 1889 Léon Bloy. Nachdem Der Mensch in Frankreich sieben Auflagen erreicht hatte, erschien eine deutsche Übersetzung bislang nur 1935. Sie ist in Deutschland längst vergriffen, obgleich Hello über Deutschland geschrieben hat: „Ich will das Wort an eine große Nation richten“. Deutsche Übersetzungen wurden durch die Verlage Jakob Hegner, Leipzig (Der Mensch, 1935, Worte Gottes, 1935 und Heiligengestalten, 3. Auflage 1953), Anton Pustet 1949 und F.H. Kerle, Heidelberg (Mensch und Mysterium, 1959) aufgelegt. 1988 schrieb Gerd-Klaus Kaltenbrunner ein Porträt und warb eindringlich für eine erneute Publikation der Werke in Deutschland. 2016 erschien im Verlag LPV Hortense von Gelmini und von ihr bebildert Sonntag – der Tag unseres Herrn. Hellos Werke werden derzeit in englischer Übersetzung neu herausgegeben.

## Werke
- Renan, l’Allemagne et l’Atheisme au XIX Siècle. 1858.
- Le Style. 1861.
- Le Jour du Seigneur Paris 1871.
- L’ homme. Paris 1872.
- Physionomies de saints. Paris 1875.
- Paroles de Dieu. Réflexions sur quelques textes sacrés. Paris 1877.
- Contes extraordinaires. Paris 1879.
- Les Plateaux de la balance. 1880.
- Philosophie et athéisme. Paris 1888.
- Le siècle. 1896.
- L’ homme la vie, la science, l’art. Paris 1903 (Reprint 2016 Facsimile Publisher, Delhi, Indien).
- Paroles de Dieu. 1899.
- Prières et Meditationns Inedites. 1911.
- Du Neant à Dieu. 1921.
- Regards et lumières. 1923.

Deutsche Übersetzungen:
- Welt ohne Gott. Leipzig 1938.
- Der Mensch, Leipzig 1935
- Worte Gottes. Leipzig 1935; 2. Auflage. Köln 1950.
- Heiligengestalten. Leipzig 1934; Fischer-Taschenbuch Hamburg 1959.
- Mensch und Mysterium. Leipzig 1935, 2. Auflage. Heidelberg 1959.
- Abglanz der Liebe. Seltsame Geschichten. Leipzig 1938; Seltsame Geschichten - 18 moralische Geschichten. (= Goldmann. Band 1421). München 1964.
- Sonntag, der Tag unseres Herrn. München 1930; Reprint 2016 mit Bildern von Hortense von Gelmini; Verlag L.p.V. Hortense von Gelmini, Horben.
- Die Arbeiter von Babel und andere Erzählungen, ausgewählt von Franz Lischka. Herder, Wien 1949.